# Journal of Chemical Thermodynamics
Journal of Chemical Thermodynamics (abrégé en J. Chem. Thermodyn.) est une revue scientifique à comité de lecture. Ce journal publié mensuellement inclut des articles de recherches originales concernant le domaine de la thermodynamique.
D'après le Journal Citation Reports, le facteur d'impact de ce journal était de 2,679 en 2014. La direction de publication est assurée par W. E. Acree, Jr., A. Pádua et R. Weir.